# Émile Wartel
Louis-Émile Wartel est un chanteur d'opéra (baryton) français, né le 31 mars 1834 à Paris anc. 2e et mort le 5 mai 1907 à Paris 17e.

## Biographie
Fils du chanteur François Wartel (1806-1882) et de la pianiste Thérèse Andrien (1814-1865)., Émile Wartel effectue l'essentiel de sa carrière au Théâtre-Lyrique à Paris de 1858 à 1868, y chantant de nombreux rôles de barytons parmi lesquels :
1858
- Valère dans Le Médecin malgré lui (création)
- Bartholo dans Les Noces de Figaro
- Lysandre dans L'Agneau de Chloé (création)
- Gambara dans La Harpe d'or (création)

1859
- Omar dans Abou Hassan (en)
- l’Agent du cardinal Mazarin dans Les Petits Violons du roi (création)

1860
- le Docteur Sangrado dans Gil Blas (création)
- le Marquis de Panillac dans Les Valets de Gascogne (création)
- Père Richard dans L'Auberge des Ardennes (création)
- Monsieur Oronte dans Crispin, rival de son maitre (création)
- le Capitaine Barbagallo dans Les Pêcheurs de Catane (création)

1861
- Magnus et Astaroth dans Astaroth (création)
- Monsieur d’Assonvilliers dans Madame Grégoire (création)
- Badroulboudour dans Les Deux Cadis (création)
- Kaloum dans La Statue (création)
- le Marquis dans Le Café du Roi
- Placidus dans La Nuit aux gondoles (création)
- Don Gregorio dans Le Tête enchantée (création)

1862
- Utobal dans Joseph
- l'Ogre de la forêt dans La Chatte merveilleuse (création)
- Jovial dans Le Pays de Cocagne (création)

1863
- Don Armado dans Peines d'amours perdues (version française de Così fan tutte)
- Sparafucile dans Rigoletto

1864
- Ambroise dans Mireille (création)
- Le baron dans Violetta (version française de La traviata)
- Le docteur dans Le Cousin Babylas (création)

1865
- Candaule dans Le Roi Candaule (création)
- Le bourgmestre dans Lisbeth ou la Cinquantaine (en)
- Lord Tristan dans Martha

1866
- Ford dans Les Joyeuses Commères de Windsor
- Van Daff dans Les Dragées de Suzette (création)

1867
- le Duc de Vérone dans Roméo et Juliette (création)
- Simon Glover dans La Jolie Fille de Perth (création)

1868
- Pandolphe dans L’Irato ou l’Emporté (en)
- Toby dans Le Brasseur de Preston

En 1879, il fonde avec Mme Lhéritier une école de chant.

## Source
- (en) Cet article est partiellement ou en totalité issu de l’article de Wikipédia en anglais intitulé « Émile Wartel » (voir la liste des auteurs).